# Jakob Kranz (Moderator)
Jakob Kranz (* 15. Oktober 1974 in Königs Wusterhausen) ist ein deutscher Moderator und Redakteur.

## Werdegang
Kranz begann seine Laufbahn als Sprecherkind des Hörspielensembles vom Rundfunk der DDR sowie als Synchronsprecher für DEFA-Synchron. Nach dem Abitur absolvierte Kranz eine kaufmännische Ausbildung und arbeitete als Fachberater und Disponent beim Tonträgerhändler WOM (World of Music). Von 1998 bis 1999 war er in der Aufnahmeleitung der Filmproduktionsfirma moovie-The Art Of Entertainment für verschiedene Kino-, TV- und Werbeproduktionen tätig. Seit seinem Praktikum bei Radio Fritz, dem Jugendradio des rbb Anfang 2000 arbeitete Kranz dort als Musikredakteur, Moderator und Reporter. Er moderierte die Sendungen Nightflight, Blue Moon, RadioFritzen am Nachmittag und von Ausgabe 123 vom 2. Mai 2007 bis zur Ausgabe 149 vom 26. August 2009 das Chaosradio des Chaos Computer Clubs. Zudem moderierte Kranz von September 2001 bis Februar 2017 die wöchentliche Heavy-Metal-Sendung Stahlwerk bei Radio Fritz vom rbb.
Von Sommer 2003 bis September 2009 organisierte er regelmäßig die Stahlwerkparty, eine Metal-Veranstaltung im Berliner Raum. Er war Mitglied der Jury für den Berliner Vorausscheid zum Wacken Metal Battle sowie Moderator des „Wacken Radio 2008“. Jakob Kranz verfasste regelmäßige Kolumnen für das Musikmagazin unclesally*s sowie für das Nachfolgemagazin Greatest.
Im Januar 2010 wechselte Kranz als Redakteur in die Berliner Redaktion des Magazins Metal Hammer. Er verfasste unter anderem Reportagen über das Rammstein-Konzert im New Yorker Madison Square Garden, begleitete die dänische Band Volbeat in ihrer Heimatstadt Kopenhagen oder berichtete aus dem Studio der kalifornischen Band Machine Head. Kranz war an der Produktion der Sonderhefte zum Black Album von Metallica im September 2011, Appetite for Destruction von Guns N’ Roses im Frühjahr 2012 sowie der Chronologie History of Metal beteiligt.
Im Oktober 2012 wechselte Kranz als Redakteur zum Dortmunder Magazin Rock Hard. 2014 war er Mitbegründer des Magazins Deaf Forever und ist dort seit der ersten Ausgabe Teil der Redaktion.
Nachdem Radio Fritz die Verschiebung des Stahlwerk-Sendeplatzes (von donnerstags 20 Uhr auf Mitternacht) ab 4. Februar 2017 bekannt gab, starteten Hörer der Sendung eine Petition gegen die neue Sendezeit um Mitternacht, die über viertausend Mal unterzeichnet wurde. Kurze Zeit später wechselte Kranz zum Radiosender StarFM, auf dem das Stahlwerk seit März 2017 unter dem neuen Namen Heavy Hour zur gewohnten Uhrzeit weitergeführt wird.
Seit 2022 ist Jakob Kranz Musikchef von StarFM.

## Hörspiele
- 1987: Wilhelm Raabe: Die Chronik der Sperlingsgasse (Hans) – Regie: Manfred Täubert (Kinderhörspiel (2 Teile) – Rundfunk der DDR)
- 1987: Bodo Schulenburg: Das Kälbchen und die Schwalbe (Jesus) – Regie: Manfred Täubert (Kinderhörspiel – Rundfunk der DDR)